# Cecilia Maffei
Cecilia Maffei (née le 19 novembre 1984 à Pinzolo, dans la province de Trente) est une patineuse de patinage de vitesse sur piste courte italienne.

## Biographie
Elle commence le patinage de vitesse sur piste courte à l'âge de sept ans à Pinzolo. Le sport lui plaît immédiatement.
Elle considère sa cadette Arianna Fontana et le sportif Valentino Rossi comme ses deux plus grands modèles.

## Jeux olympiques

### Jeux olympiques de Turin
Elle remporte la médaille de bronze au relais en 2006 aux Jeux olympiques.

### Jeux olympiques de Vancouver
En 2010, aux épreuves de patinage de vitesse sur piste courte aux Jeux olympiques de 2010, elle arrive sixième avec l'équipe de relais italienne. Au 1000 mètres, elle arrive 21e et au 500 mètres, elle prend la 22e place. Au 1500 mètres, elle est 26e.

### Jeux olympiques de Sotchi
À Sotchi, elle remporte à nouveau une médaille de bronze au relais avec l'équipe italienne.

### Jeux olympiques de Pyeongchang
À la Coupe du monde de Shanghai, en novembre 2017, elle décroche le bronze au relais avec l'équipe italienne, aux côtés de Lucia Peretti, Arianna Fontana et Martina Valcepina.